# Albert Guðmundsson (labdarúgó, 1997)
Albert Guðmundsson (Reykjavík, 1997. június 15. –) izlandi válogatott labdarúgó, aki jelenleg az AZ Alkmaar játékosa.

## Pályafutása

### Klubcsapatban
A KR és a Heerenveen korosztályos csapataiban nevelkedett, de előbbiben lépett hamarabb felnőtt szinten is pályára. 2013. március 22-én mutatkozott be a Knattspyrnufélag Reykjavíkur csapatában az KF Fjallabyggðar ellen a mérkőzés 85. percében Grétar Sigfinnur Sigurdarson cseréjeként. 2015 júliusában szerződést kötött a PSV Eindhoven csapatával. 2015. augusztus 10-én a kispadon kapott lehetőséget a második csapatban a Go Ahead Eagles ellen. Szeptember 25-én az FC Emmen ellen mutatkozott be, amikor is a 75. percben Steven Bergwijn helyére érkezett a pályára. 2016. március 11-én első gólját is megszerezte a Teslar ellen.
2017. augusztus 20-án mutatkozott be az első csapatban a NAC Breda ellen, a mérkőzés utolsó pillanataiban érkezett Hirving Lozano helyére. 2018 augusztusában szerződtette az AZ Alkmaar csapata.

### A válogatottban
2018. május 11-én bekerült Heimir Hallgrímsson szakvezető 23 fős végleges keretébe, amely a 2018-as labdarúgó-világbajnokságon vesz részt.

## Sikerei, díjai
- PSV Eindhoven
  - Holland bajnok: 2017-18

## Válogatott góljai
| #  | Időpont          | Helyszín                                           | Ellenfél  | Gólok | Eredmény | Kiírás                           |
| -- | ---------------- | -------------------------------------------------- | --------- | ----- | -------- | -------------------------------- |
| 1. | 2018. január 14. | Gelora Bung Karno Main Stadium, Jakarta, Indonézia | Indonézia | 1–1   | 4–1      | Nemhivatalos barátságos mérkőzés |
| 2. | 2018. január 14. | Gelora Bung Karno Main Stadium, Jakarta, Indonézia | Indonézia | 3–1   | 4–1      | Nemhivatalos barátságos mérkőzés |
| 3. | 2018. január 14. | Gelora Bung Karno Main Stadium, Jakarta, Indonézia | Indonézia | 4–1   | 4–1      | Nemhivatalos barátságos mérkőzés |